# Catacombes de Pianosa
Les catacombes de Pianosa sont situées sur l'île de Pianosa, dans la commune de Campo nell'Elba.

## Description
Les catacombes datent des IIIe et IVe siècles et sont accessibles depuis une petite grotte proche du port. Constituées d'un dense réseau de tunnels, elles furent utilisées comme lieu de sépulture par les premières communautés chrétiennes qui s'installèrent sur l'île, peut-être pour échapper aux persécutions de Dioclétien, attiré par la fertilité et la richesse de l'eau de l'île elle-même et par la facilité avec laquelle il était possible de creuser la roche, constituée de grès coquillier, pour les sépultures. Il s'agit du plus grand complexe de catacombes au nord de Rome.
Les galeries étaient basses et, le long des murs latéraux, les tombeaux étaient disposés en trois ordres superposés, en partant de la surface de marche ; seuls les personnages les plus importants possédaient un tombeau en forme de baignoire, qui occupait les deux étages supérieurs. Pour des raisons de gain de place, les corps étaient placés en position fœtale et les niches étaient recouvertes de dalles de pierre, où les noms des défunts étaient gravés avec les lettres à l'envers afin que de l'intérieur le défunt puisse les lire directement. L'accès aux catacombes se faisait du côté de la mer et était indiqué par une gravure dans la roche (grande croix, surmontée d'une flamme représentant le Saint-Esprit et une plus petite croix indiquant l'entrée).
Bien que dépouillées au fil des siècles, notamment à l'époque de la piraterie et souvent utilisées comme véritables décharges, grâce à des restaurations récentes, elles sont dans un bon état de conservation.
Dans les quelque 110 m actuellement ouverts aux visiteurs et qui servaient de cave pendant la période de plus grand développement de la colonie pénitentiaire agricole, environ 700 sépultures ont été enregistrées.

## Profil juridique
Selon l'article 33 des Accords du Latran, toutes les catacombes dispersées sur le territoire national sont à la disposition du Saint-Siège, qui en assume la garde, l'entretien et la conservation. Cette tâche est réalisée par la Commission pontificale pour l'archéologie sacrée.